# Raymond Price

a Compétitions nationales et continentales officielles uniquement.

b Matchs officiels uniquement.
Dernière mise à jour le 31 juillet 2025.
Raymond Price, né le 4 mars 1953 à Sydney (Australie), est un joueur australien de rugby à XV et à rugby à XIII.

## Biographie
Raymond Price commence sa carrière dans le rugby à XV. Il joue alors pour le club de Parramatta avec lequel il dispute deux finales perdues de Shute Shield en 1974 et 1975. Il connaît parallèlement des sélections en équipe d'Australie de rugby à XV.
À 23 ans, il change de code de rugby pour le rugby à XIII et signe pour le club des Parramatta Eels. Il fait partie des joueurs majeurs de ce club qui remporte le Championnat de Nouvelle-Galles du Sud en 1981, 1982, 1983 et 1986, et est nommé à titre individuel meilleur joueur du Championnat de Nouvelle-Galles du Sud en 1982. Egalement, il compte 22 sélection en équipe d'Australie de rugby à XIII.
Il prend sa retraite sportive une première fois sur le titre de 1986, mais en sort lors de la saison 1989-1990 pour une ultime saison en Angleterre à Wakefield Trinity.

## Palmarès

### Rugby à XV
- Collectif :
  - Finaliste du Shute Shield en 1974 et 1975 avec Parramatta Two Blues.

### Rugby à XIII
- Collectif :
  - Vainqueur du Championnat de Nouvelle-Galles du Sud en 1981, 1982, 1983 et 1986 avec les Parramatta Eels.
  - Finaliste du Championnat de Nouvelle-Galles du Sud en 1976 et 1977 avec les Parramatta Eels.

- Individuel :
  - Meilleur joueur du Championnat de Nouvelle-Galles du Sud en 1982.